# Кезерашвілі Давид Шотаєвич
Дави́д Кезерашві́лі (груз. დავით კეზერაშვილი, русифіковане — Давид Шотаєвич Кезерашвілі, рос. Давид Шотаевич Кезерашвили; нар. 22 вересня 1978, Тбілісі, Грузинська РСР, СРСР) — грузинський політик. Міністр оборони Грузії у 2006—2008 роках.

## Біографія
Давид Кезерашвілі народився 22 вересня 1978 року в Тбілісі, столиці Грузинської РСР СРСР.
Закінчив Тбіліський державний університет ім. І. Джавахішвілі, факультет міжнародного права і міжнародних відносин.
З квітня до вересня 2001 року працював старшим інспектором у пенітенціарній системі Грузії (Міністерство юстиції Грузії).
У 2002—2004 роках помічник голови міської ради Тбілісі.
У 2004—2006 роках очолював фінансову поліцію Міністерства фінансів Грузії.
Міністр оборони Грузії з 11 листопада 2006 до 24 січня 2008 року.
Вільно володіє англійською, російською, італійською мовами та івритом.